# 小通江
小通江又名诺水河，是中国长江流域的一条河流，发源于米仓山南麓南郑县西河乡光头山，汇入大通江，属于嘉陵江水系。河长158.1千米，流域面积1900平方千米，多年平均流量44立方米每秒。自然落差1171米。水能理论蕴藏量2万千瓦。